# روی میلر (بازیکن فوتبال)
روی میلر (اسپانیایی: Roy Miller‎؛ زاده ۲۴ نوامبر ۱۹۸۴) یک بازیکن فوتبال اهل کاستاریکا است.

## تیم ملی
وی همچنین در تیم ملی فوتبال کاستاریکا بازی کرده‌است.